# Industrie Femminili Italiane
Il 22 maggio 1903 a Roma, per atto notarile, un gruppo di donne, appartenenti alla nobiltà o alla borghesia, costituirono la Società Cooperativa Industrie Femminili Italiane (I.F.I.), allo scopo di "promuovere e migliorare il lavoro femminile e la condizione economica delle lavoratrici, con un sano indirizzo artistico e industriale". 
Lo statuto delle I. F. I. era stato redatto da Cesare Vivante. L'iniziativa era volta a creare "un vigoroso strumento di economia commerciale che aprisse vie internazionali ai prodotti femminili italiani, (...) una grande casa industriale capace di eliminare gl'intermediari che sfruttavano il timido lavoro delle donne".  Ogni azione costava 100 lire. All'atto costitutivo, il capitale raccolto era di 20.000 lire. La Regina Margherita e la Duchessa d'Aosta avevano acquistato azioni.

## Antefatti
Il processo di industrializzazione dei prodotti artigianali femminili - come il merletto - a fine '800 aveva ottenuto come contraccolpo il recupero di una produzione artigianale classica, quasi si volessero rivitalizzare antiche radici, tradizioni locali, vecchi laboratori. Nel 1891 a Roma era nata la Società Antichi Mestieri, allo scopo di far conoscere all'estero la produzione italiana di pizzi e merletti. La Società partecipò alle Esposizioni di Parigi e di Chicago. Nel 1902, a Roma, Rosy Amadori aveva organizzato una stagione di vendita di lavori femminili.
Cora Slocomb, moglie del conte Detalmo Savorgnan di Brazzà, nel 1893 aveva presentato all'Esposizione Universale di Chicago una collezione di antichi ricami e merletti italiani, offerti dalla regina Margherita e da nobildonne italiane. Aveva pubblicato una guida sugli antichi merletti italiani e, per la importazione di merletti, ottenuto una riduzione sui dazi doganali americani. Fu la prima presidente delle I. F. I. Carolina Amari la quale, nella sua villa sulle colline di Firenze, aveva una sua scuola per produrre lavori ad ago che in parte erano smerciati a New York, dove ella aveva creato una scuola di lavori femminili per le emigrate italiane. La contessa Maria Pasolini pubblicava un catalogo per vendere prodotti adatti alle signore, aveva una sua scuola di pizzo a fuselli a Coccolia, in Romagna, ed era nel Comitato Centrale della Dante Alighieri. A Passignano, sul Trasimeno, una scuola era nata per iniziativa della marchesa Romeyne Robert Ranieri di Sorbello. Tutte queste iniziative si associarono alle I.F.I.

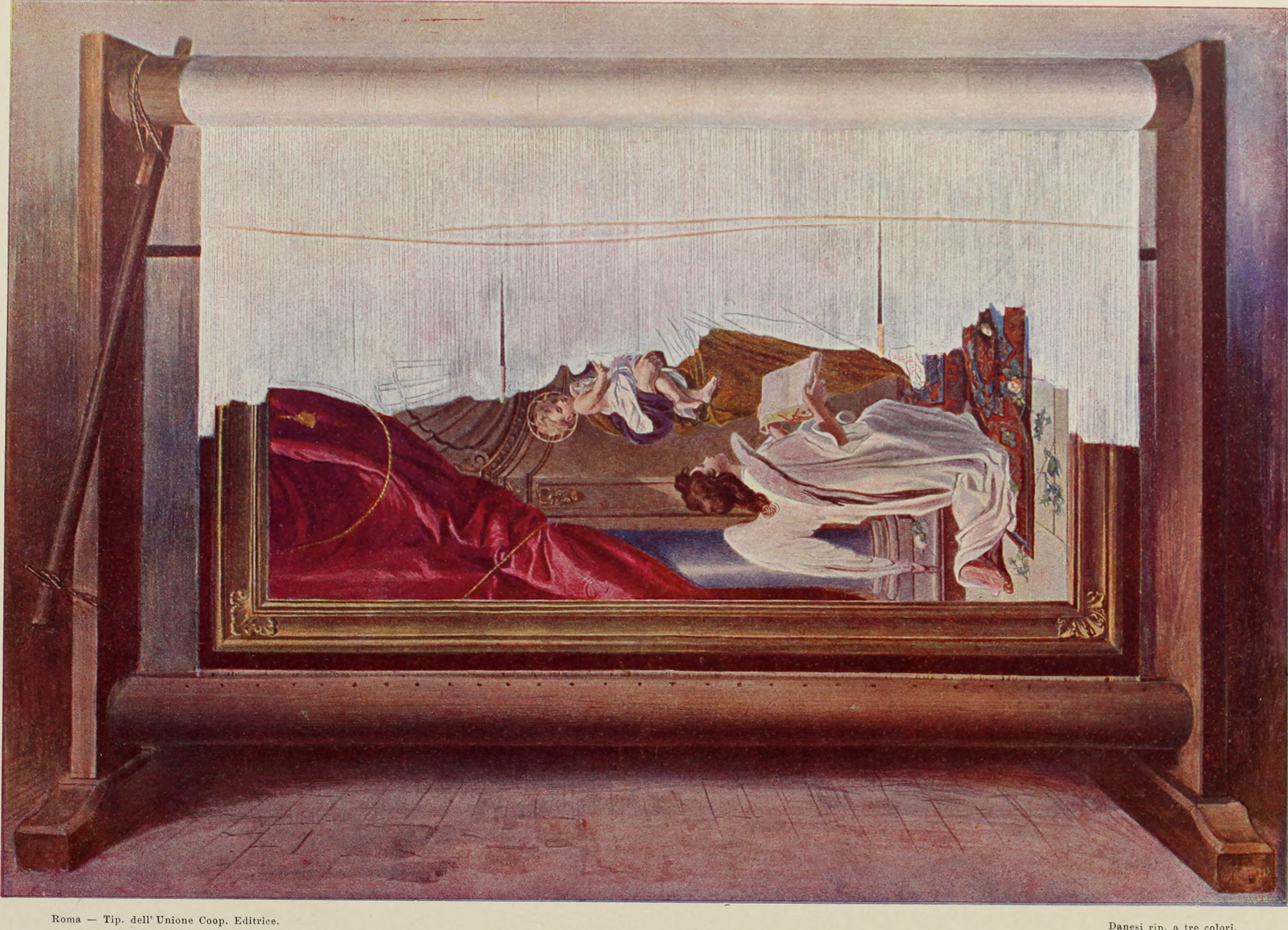
Arazzo, 1897

Donne che appartenevano alla nobiltà e alla borghesia colta avevano così fondato scuole professionali, per l'insegnamento e la trasmissione di antiche tecniche, per la formazione e l'avviamento al lavoro di giovani donne e per sottrarre le operaie alla precarietà del lavoro di fabbrica. Una scuola di merletti funzionava a Burano dal 1872 (punto Burano, punto Venezia a rilievo, punto Venezia a rose), a Idria dal 1876, a Fagagna dal 1892. Si moltiplicavano mostre di promozione e vendita di prodotti artigianali femminili. La fortunata Esposizione di arte e di lavori femminili, organizzata a Roma nel 1902, fornì lo spunto per riunire le forze intorno ad un'unica, grande iniziativa. Si arrivò dunque al 1903, alla consociazione delle Industrie Femminili Italiane.

## Struttura delle I. F. I.
All'interno delle I.F.I. c'erano persone attive in istituzioni, in luoghi e in ambiti diversi. Queste signore conoscevano i limiti della beneficenza tradizionale, che non sapeva affrontare a fondo i temi del lavoro femminile. Esse cercavano modelli, forse non ancora perfetti, forse misti a paternalismo, ma efficaci per il migliorare la condizione delle lavoratrici. Le Industrie Femminili Italiane riunirono un gran numero di imprese esistenti - sparse su tutto il territorio nazionale e create o valorizzate da donne - sforzandosi di aumentare il numero e la qualità delle imprese e di cercare sbocchi commerciali, italiani e esteri, ai prodotti. 
Le I.F.I. erano suddivise in 24 Comitati locali italiani, diretti da patronesse: Ancona, Assisi, Bergamo, Brescia, Catania, Cividale, Forlì, Firenze, Legnago, Livorno, Macerata, Mantova, Messina, Napoli, Padova, Palermo, Perugia, Pisa, Rieti, Roma, Torino, Trapani, Urbino, Udine. A questi 24 si aggiunsero i Comitati provvisori di Venezia, Sanremo, Bologna, Abruzzo, Sardegna. I manufatti affluivano prima nella sede dei Comitati locali, poi in quello centrale a Roma e da qui erano commercializzati. Una volta al mese si organizzavano vendite in grandi alberghi romani. Gran parte dei manufatti furono esportati in America, dove c'erano punti di vendita a New York, a St. Louis, a Baltimora, a Washington e a New Orleans. 

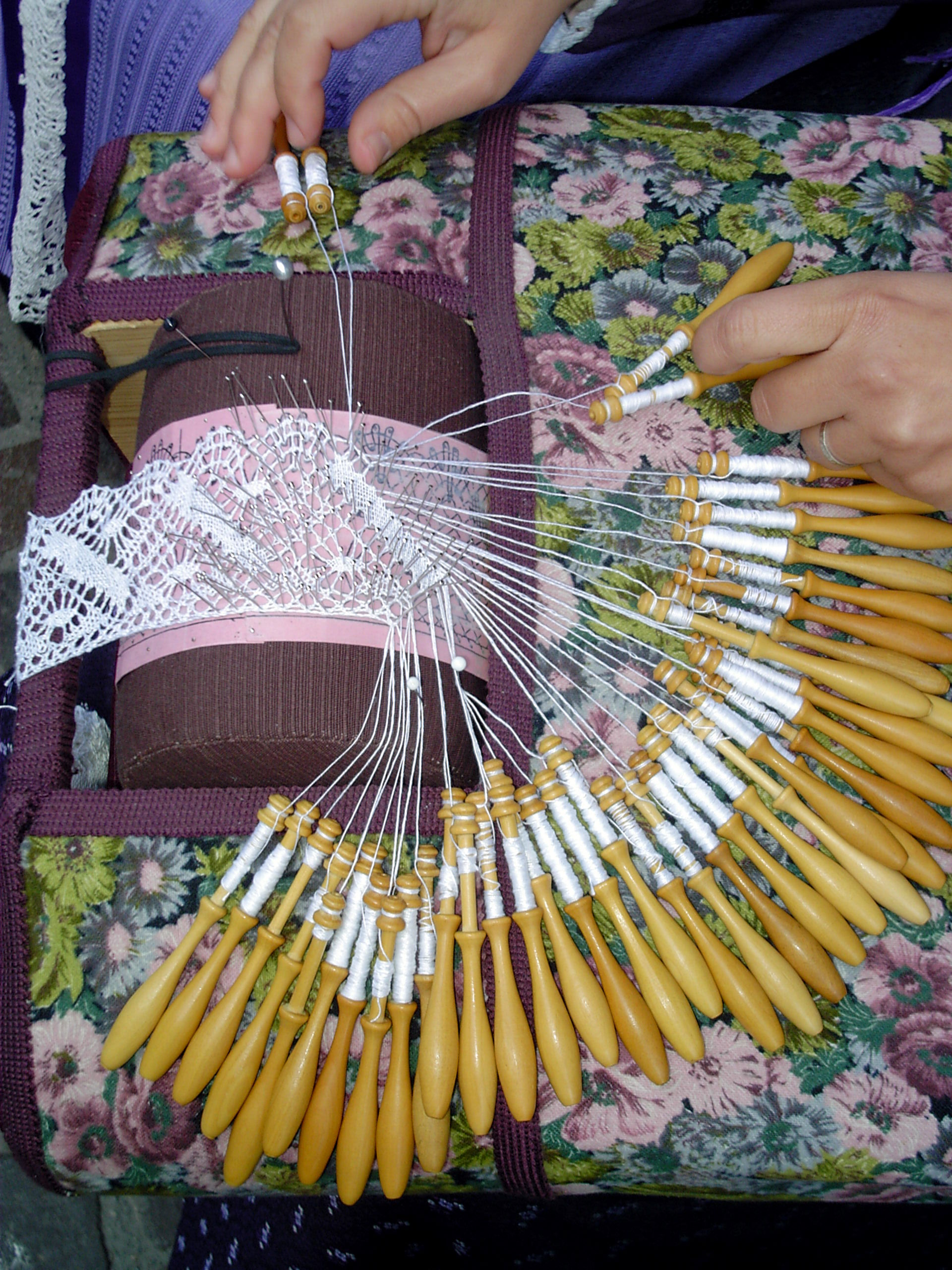
Merletto a tombolo

### I Comitati regionali dell'I.F.I.
A Carimate le monache producevano un merletto copiato nel '300 da Cantù. In Piemonte era risorta la fabbricazione della tela di cotone "a bandera". L'industria della paglia intrecciata fioriva in provincia di Pistoia, grazie alle trecciaiuole: i manufatti erano venduti a Firenze. A Mestre si realizzavano cappelli con filamenti estratti da trucioli di salice. Michelangelo Jesurum era diventato il "re dei fuselli": i pizzi Venezia e Burano da lui prodotti erano a fiori, legati da "gambi", da "sbarre" e da "sbarrette" variamente intrecciate. I suoi laboratori realizzavano anche merletti con filati policromi. Al sestiere di Cannareggio le infilatrici montavano su filo metallico - per uso di ventagli e di manicotti, alla maniera delle donne di Carpaccio - le perle veneziane "a lume", realizzate colando oro zecchino dentro palline di vetro. Le ragazze sedevano all'aperto, su basse sedie, con davanti la sessuola con le perle. Confezionavano anche fiori di stoffa e cuoricini di cuoio, dorati a oro zecchino. A Savignano di Romagna il laboratorio della contessa Luisa Rasponi produceva frange in seta, cotone o lana e ricami a treccia, coi motivi delle antiche e rustiche coperte da buoi. La Aemilia Ars era specializzata nel punto italiano "a reticello", adatto alla biancheria, ai servizi per la tavola, ma anche a paramenti d'altare.
Il Comitato delle Marche raccoglieva merletti, tovagliati a trafori, frange annodate e ricami in oro e seta per abiti, per pianete, per tappezzare divani e poltrone. Tessuti di seta si producevano a Jesi e a Pesaro; a Loreto le ragazze intrecciavano le coronelle del rosario, annodando filo d'argento e perline, con l'aiuto di due piccole pinze. In Toscana la Scuola Professionale femminile del principe Ginori-Conti era famosa per i fiori artificiali e per le stoffe. A Livorno le corollare eseguivano piccole sculture, lavorando rametti di corallo con trapani a mano e minuscoli scalpelli. A Firenze si producevano feltri per cappelli, si incidevano pietre dure, si restauravano arazzi: donne erano impiegate anche nell'oreficeria, nella passamaneria e nella coltivazione del giaggiolo, usato in profumeria, i cui rizomi venivano polverizzati dalle giaggioline. Alla scuola di Amelia Pincherle Rosselli, sulle colline di Firenze, le ragazze intrecciavano paglia per farne rustici tappeti. A San Miniato al Tedesco c'erano stoffe di lino e seta che imitavano le antiche coperte senesi. Veroli era specializzata nel tessuto finissimo di seta, usato per veli da sposa e per setacci e buratti. A Roma fioriva la scuola-laboratorio, fondata dal pittore Erulo Eruli, che produceva arazzi. Napoli stupiva per i ricami con filo d'oro e palline di corallo. La Calabria vantava tessuti forti, tinti a colori naturali ricavati da erbe, da cortecce e dal mallo della noce. In Sardegna si tessevano coperte e copricasse in lana o in lino, a disegno "grappolo d'uva". In Calabria, Sicilia e Sardegna si ricamavano stoffe, prodotte localmente, per i costumi tradizionali. A Palermo la Sicaniae Labor aveva aperto 10 scuole femminili, dove si lavoravano tovagliati e tende a "sfilato siciliano" o "saraceno".

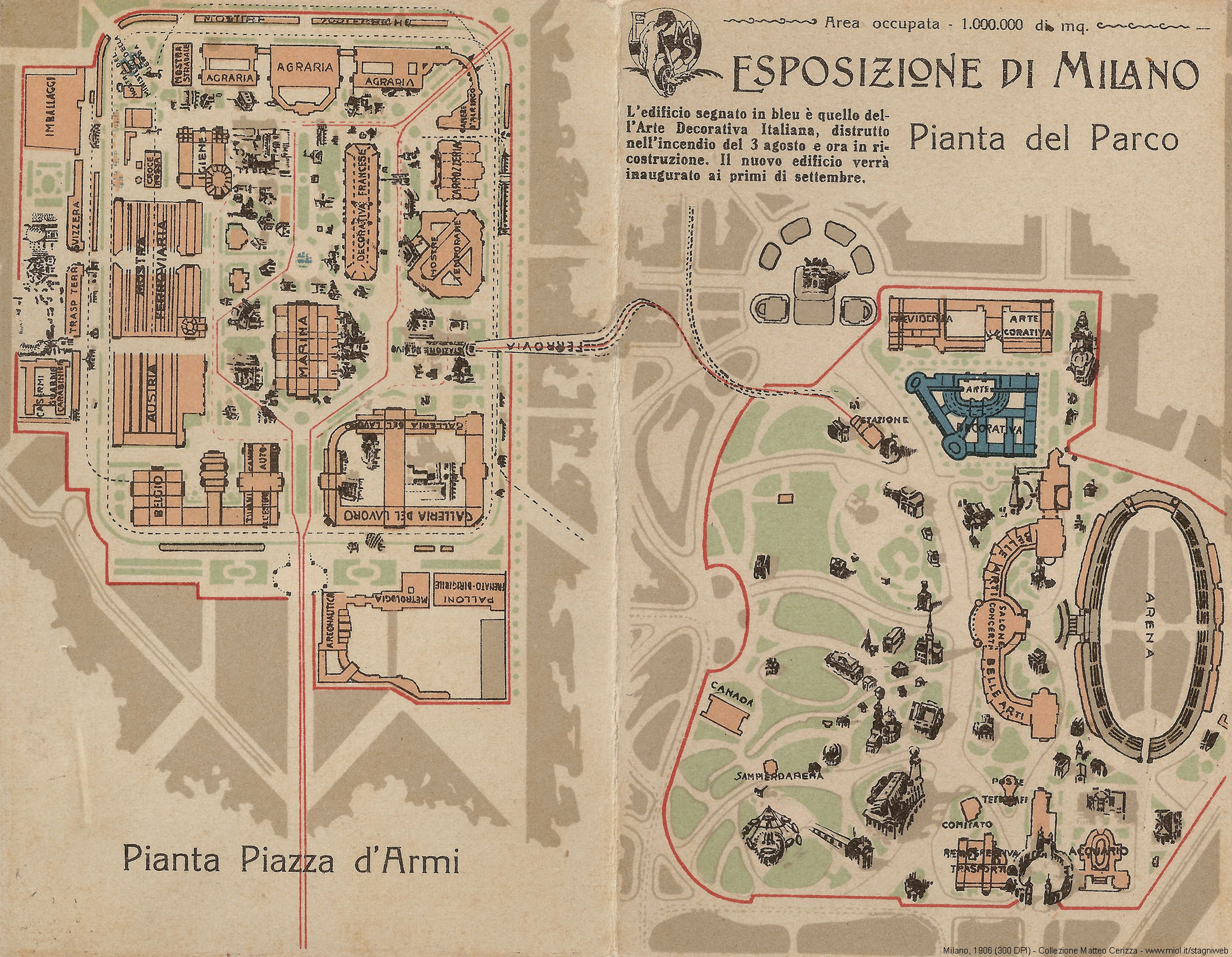
Mappa della Esposizione internazionale di Milano (1906) (in blu padiglione delle Arti Decorative)

Al Comitato regionale di Perugia affluivano merletti e ricami, lavorati "di ago e di spola" e tappeti di seta a "punto fiamma". La Ars Umbra si specializzò in tessuti bianchi a fasce turchine, coi disegni del grifo e della fonte, di fiori e di uccelli, tratti da antichi esemplari, ottenendo il caratteristico effetto "bambagioso" delle fasce turchine. A Rieti si produssero tessuti in cotone, lino e seta; inoltre merletti "a reticello" e a "punto Irlanda", e ricami al "punto ombra", rilanciato dalla contessa Carolina Maraini Sommaruga. Ad Assisi si eseguivano ricami a punto in croce, con filato color ruggine, verde e turchino, su disegni di antiche tovaglie d'altare e di tessuti delle Logge della Mercanzie di Perugia. Si ricamavano anche bordi, alla maniera "giottesca". Sul Lago Trasimeno si eseguivano merletti all'uncinetto, con motivi floreali. La ditta Ars Wetana di Orvieto produceva una trina all'uncinetto, con motivi a rilievo, su disegni tratti da ornamenti del Duomo di Orvieto. La ditta Tela Umbra di Città di Castello lavorava canapa e lino, per farne stoffe da supporto del ricamo. Il "punto umbro" era eseguito in esclusiva dalla Scuola Ricami Ranieri di Sorbello, nelle tinte écrù, bianco, ruggine, verde, indaco, celeste, giallo e rosa: questa scuola era diretta da Carolina Amari.

### A Milano nel 1906

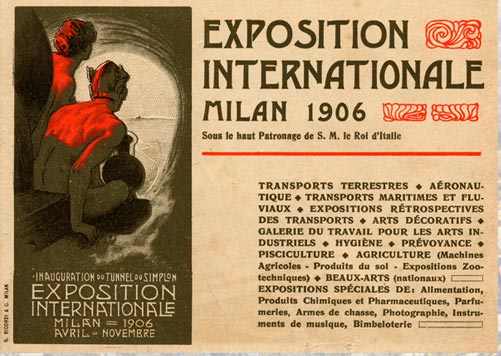
Esposizione internazionale di Milano (1906).

Alla grande Esposizione internazionale di Milano (1906), che celebrava l'apertura del Traforo del Sempione, la Cooperativa I.F.I. era presente con manufatti provenienti da tutti i Comitati. Il padiglione delle Arti Decorative fu inaugurato il 3 maggio. Si potevano visitare ambienti completamente arredati: la stanza del neonato, con culla adorna di pizzi in stile '500; la camera da letto matrimoniale, in stile '700 veneziano; la sala da pranzo rinascimentale fiorentina, con parati a fasce bicolori e tavole riccamente apparecchiate; la veranda rustica, con ricami a treccia su tela romagnola; la toletta per la signora, con trine d'Irlanda, ciprie e acque profumate; il salotto ricoperto a "punto arazzo"; la camera della bambina con pizzi a tombolo. Erano esposti velari a rete e a "punto intagliato", arazzi dipinti a "succo d'erba", gioielli in stile bizantino o con minuti mosaici o con coralli, abiti da sera, ventagli dipinti o ricamati, biancheria per la casa e per la signora, costumi regionali, bambole, ceramiche. C'erano anche oggetti provenienti dalla colonia Eritrea. Il catalogo illustrava i prodotti esposti: ricami, merletti, tessuti a fiocchi intrecciati, velluti tagliati, damaschi, pantofole, tappeti, cuscini.
Il 3 agosto un furioso incendio distrusse interamente il padiglione delle Arti Decorative italiane e ungheresi. Il danno fu enorme, ma antiche industrie femminili, prossime a spegnersi, erano risorte grazie anche all'attività delle patronesse dell'I.F.I. A Burano, a Pellestrina, in paesi della riviera Ligure, a Cantù, a Pescocostanzo, a Campobasso, a Isernia, lʼartigianato dei merletti impiegava complessivamente 20 000 operaie.

### Il lento tramonto
Nel 1904 le I.F.I. avevano venduto prodotti per L. 56.000; nel 1905 per L. 128.000. L'ascesa fu interrotta dall'incendio ed iniziò il declino. Fallirono nel 1935, "per mancanza di attivo". La Banca d'Italia possedeva 500 azioni e aveva dato in locazione i locali di via Minghetti a prezzo scontato, ma non intervenne. Nell'azionariato c'erano la Cassa di Risparmio di Roma e i ministeri di Agricoltura, Industria e Commercio.